# Le Hinglé
 Le Hinglé  (en bretón An Hengleuz) es una población y comuna francesa, situada en la región de Bretaña, departamento de Côtes-d'Armor, en el distrito de Dinan y cantón de Dinan-Ouest.

## Demografía
| 465 | 562 | 620 | 656 | 732 | 680 |
| Para los censos de 1962 a 1999 la población legal corresponde a la población sin duplicidades (Fuente: INSEE [Consultar]) |     |     |     |     |     |